# 西恩哈萨
西恩哈萨（Sinhasa），是印度中央邦Indore县的一个城镇。总人口4079（2001年）。

## 人口
该地2001年总人口4079人，其中男性2203人，女性1876人；0—6岁人口748人，其中男409人，女339人；识字率40.57%，其中男性为51.52%，女性为27.72%。